# Hasan al-Askari

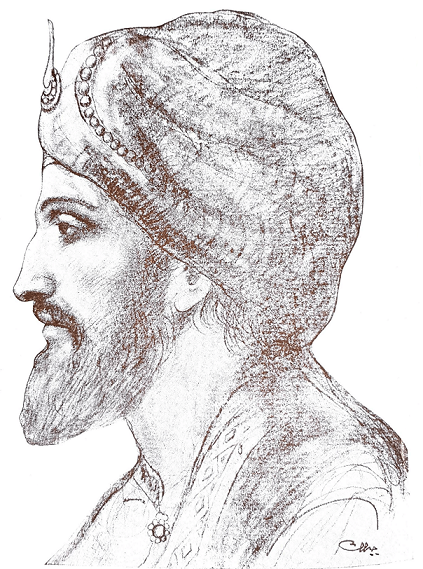
Hasan al-Askari

Abu Muhammad al-Hasan ibn Alí (en árabe: أبو محمد الحسن بن علي‎, Abū Muḥammad al-Ḥasan ibn ʿAlī) (Medina, 6 diciembre de 846 - Samarra, 5 de enero de 874), más conocido como Al-Hasan al-Askari (en árabe الحسن العسكري , al-Ḥasan al-ʿAskarī), fue el undécimo imán de los chiíes duodecimanos, conocido también como as-Ṣāmit, al-Hādī y az-Zakīy, sucesor de su padre Ali al-Hadi.
Askari pasó la mayor parte de su vida bajo arresto domiciliario. Vivía en Samarra durante los años de su Imamato bajo las restricciones impuestas por el califato abasí, bajo la supervisión de los espías de los califas de su época. Por tanto no podía comunicarse libremente con los chiitas y solo sus compañeros cercanos estaban en contacto con él personalmente. Cayó enfermo en 260 DH debido a un veneno que le dio Al-Mu'tamid, el entonces califa abasí. Finalmente, murió el viernes 8 de Rabi al-Awal, 260 DH (el 5 de enero de 874), a la edad de 28 años.

## Nombre
Su nombre completo es Abu Muhammad al-Hasan ibn Alí ibn Muhammad ibn Alí ibn Musa ibn Yafar ibn Muhammad ibn Alí ibn Huséin ibn Ali Ibn Abi Tálib.
Algunos de sus títulos son Al-Samit (el silencioso), Al-Zaki (el purificado) y Al-Naqi. Al igual que su padre, tenía el título de "Askari" (el que vive en un campo militar), ya que Samarra era un campo militar.

## Biografía

### Nacimiento
Hassan Askari nació en Medina en 231 o 232 d.H. Según la mayoría de las fuentes, nació en Medina. Algunos lo han
cuestionado, clamando que su nacimiento coincidió con el momento en que Mutawákkil, califa abasí, sospechó de su padre Al-Hadi y tenía la intención de transportarlo desde Medina a Samarra con su familia para vigilarlo de cerca. Por tanto, no se sabe si Hassan Askari nació en Medina o en Samarra.

### Vida en Samarra
Wilfred Madlung considera que la fecha de llegada de Ali Hadi y su familia a Samarra fue el 23 de Ramadán de 233 d. H. (1 de mayo de 848 d. C.). Sheij Mufid menciona esta fecha como Yumada al-Zani de 243 d. H. (octubre de 857 d. C.). Heinz Halm también considera que la fecha de la partida de Hassan Askari a Samarra fue 233 o 234 d.H. Así, Hasán Áskari vivió la mayor parte de su vida en Samarra y no salió de allí excepto para el Hach.
En Samarra, Hassan pasó la mayor parte de su tiempo enseñando el Corán y la Shari'a. Según Donaldson, también pudo haber estudiado algunos idiomas allí, ya que en años posteriores pudo hablar hindi, turco y persa. Pero para los chiitas, la capacidad de hablar en todos los idiomas humanos les ha sido dada a los imanes por Dios.

### Opresión de los califas abasíes
Los califas abasíes siempre ejercieron presiones y restricciones sobre los imanes chiitas, y estas presiones culminaron en la época de Yawad, Hadi y Áskari en Samarra, por lo que estos tres imanes no vivieron mucho en comparación a los previos. La persecución y vigilancia contra Hadi y Áskari fue tan grande que fueron alojados entre el ejército y por eso fueron llamados "Askariyain" (los dos que vivien en el campo militar). Según algunas fuentes, Hassan Askari pasó la mayor parte de su Imamato en el arresto domiciliario de los califas abasíes en Samarra y no tenía contacto social, viviendo en un estado de taqiyyah. Otras fuentes, citando reuniones que Askari tenía en casa y en las calles, apuntan a que tenía una libertad limitada al comienzo del Imamato, durante el cual los chiitas tenían contacto con él.
Antes de que Hassan Askari llegara al Imamato, al-Musta'in era el califa. A la edad de 20 años, Hasan Askari escribió una carta dirigida a Abu Ahmad Ubaidulah ibn Abdulah ibn Táhir, un gobernante opositor de Musta'in, en la que tilda al califa de "rebelde" y pide a Dios que lo quite de su cargo. Poco después, tras una revuelta contra Musta'in, fue depuesto y Mu'tazz se convirtió en califa en su lugar.
El Imamato de Hassan Askari coincidió con el Califato de Al-Mu'tazz (252-255 DH / 866-869 DC), Al-Muhtadi (255-256 DH / 869-870 DC) y Al-Mutamid (256-279 DH / 870-892 DC), todos califas débiles, estando el poder estaba en manos de comandantes militares turcos y bereberes.

### Imanato

#### Inicios
Al comienzo del Imanato, tenía relativa libertad, vivía en su casa y se encontraba con los chiitas en la calle y a veces en su hogar. En menos de un año al-Mu'tazz, el califa abasí, comenzó a sospechar de él debido a sus actividades (recaudar fondos, escribir cartas a sus abogados y comunicarse con algunos gobernantes). Por este motivo, al-Áskari fue encarcelado en el segundo año de su Imanato (255 DH). Durante este período, Mu'tazz planeó varios complots para asesinar al Imán, pero ninguno se llevó a cabo, y Mu'tazz murió poco después.
Según los chiitas duodecimanos, Hassan Askari se convirtió en Imam después de la muerte de su padre por mandato de Dios y por voluntad de su padre en 254 DH a la edad de 22 años. El Imamato de Hassan Askari continuó durante seis años desde el 254 DH hasta el 260 DH. Mohammad Hossein Tabatabai dice que la gran población chiita en el tiempo de Askari había causado preocupación entre los califas abasíes. Además, los abasíes sabían que los chiitas, según las narracoines recibidas de los imanes anteriores, creían que Askari tendría un hijo que erradicaría las raíces de la opresión. Por este motivo, los califas abasíes decidieron acabar con el Imamato de los Imames chiitas. En las fuentes chiitas, los imanes noveno, décimo y undécimo se llaman Ibn al-Rida, porque algunos chiitas, incluido los waqifitas, creían que el Imamato terminaba con Ali ibn Musa al-Rida. Dar el nombre de Ibn al-Rida (hijo de Rida) a estos tres, indica que el Imamato en Rida no se detuvo, sino que transmitió a sus hijos. Desde la época de Ali ibn Musa al-Rida hasta la época de Hassan Askari, no hubo una división significativa entre los chiitas, excepto por unos pocos casos que se desintegraron en unos pocos días.
Tras la muerte de Ali Hadi la mayoría de los chiitas aceptaron el Imamato de su hijo Hassan Askari. Pero algunas minorías no lo aceptaron. Algunas de ellas dijeron que Ali Hadi no estaba muerto y que había desaparecido. Algunas creían en el Imamato de Muhammad ibn Ali Hadi, el hijo mayor de Ali Hadi -que había murto antes de que muriera su padre- y decían que Muhammad desapareció o resucitará en el futuro. Algunas también creían en el Imamato de Ya'far ibn Ali, otro hermano de Hassan Askari. Según Ahmad Paktachi, la muerte de Muhammad y las características indignas de Ya'far evitaron que Hassan Askari se enfrentara a un desafío serio por parte de quienes creían en sus Imamatos, pero su principal problema fue con quienes creían en el fin del Imamato. Estas dudas y disputas causan que Hassan Askari envíe cartas a sus compañeros para demostrar su Imamato y disipar dudas y disputas, incluyendo cartas a Ishaq ibn Ismail Neyshaburi y Ahmad ibn Ishaq al-Ash'ari y otros.

#### Durante el califato de Al-Mutamid
La mayor parte del encarcelamiento del imán coincide con el período del califato de Mutamid, conocido en la historia chiita como el califa más estricto con el imán. Este califato coincidió con las revueltas de los alauitas y sus afiliados. 
Mutamid era consciente de la diferencia entre el enfoque de los duodecimanos y otros grupos chiitas y liberó a Hasan Áskari de prisión. Alí ibn Zaid ibn Alí se rebeló en Kufa y tomó el poder, pero pronto fue derrotado. El levantamiento más amplio fue el de Sahib al-Zany (255-270 DH) en Basora y el sur de Mesopotamia. Este movimiento se atribuyó a los alauitas, pero Hasan Askari niega explícitamente su afiliación con Ahl al-Bayt en su carta. La medida de Hassan Askari fue tanto para evitar la atribución de malas conductas de Sahib al-Zany a los chiitas como para reducir la presión del gobierno abasí sobre los chiitas. Según una narración de Mas'udi, cuando Mutamid o su hermano Muwaffaq iba a la guerra contra Sahib al-Zany, Hasan Askari y un grupo de chiitas lo acompañaron.
Al-Áskari volvió a utilizar la libertad práctica que obtuvo durante los años 256-260 DH para crear unidad en los chiitas, recaudar fondos y organizarse socialmente, lo que provocó la preocupación de la capital abasí. En el mes de Safar de 260 DH, Hasan y su hermano Yáfar fueron detenidos y encarcelados por orden del califa. Aproximadamente un mes después, los dos hermanos fueron liberados de la prisión, y poco después Hasan murió en su casa. Según las fuentes chiitas la causa de su muerte fue que los agentes del Califa vertieron veneno en su comida.

#### Encarcelamiento
El período de encarcelamiento de Askari continuó durante el corto período de califato del siguiente califa, Muhtadi. Incluso con el asesinato de Salih ibn Wasif en 256 DH y la transferencia del poder a Musa ibn Bagha y Nasr ibn Ahmad Zubairi, la política anti-chiita no cambió. Muhtadi también planeó asesinar a Hassan Askari. Sin embargo, Nasr ibn Ahmad Zubair, el encargado de llevar a cabo el plan, fue enviado a la guerra y asesinado allí. Poco después el califa fue removido del califato, en una revuelta en el 256 DH, y murió.
Los califas abasíes siempre molestaban a los chiíes. Y en el tiempo de vida de Muhammad Ibn Ali, Ali Ibn Muhammad y Hasan Askari en Samarra, la vida era muy difícil y limitada para ellos y los condenó a cortas vidas. Ali Ibn Muhammad y Hasan Askari se enfrentaron con los militares del gobierno abásida y por eso ellos son famosos como los Askariyeyn (Quienes viven entre los militares).
Las limitaciones para Hasan Askari fueron mayores, porque en esta época, el chiismo llegó a ser un poder grande en Irak y por eso el gobierno abásida tuvo miedo de ese poder y movimiento. También los gobernadores supieron que el Mahdi era el hijo de Hasan Askari, y que lucharía contra el gobierno opresivo. Por esa razón le hicieron frente, y los gobernadores abásidas le obligaron a ir los lunes y jueves al palacio del califa.
Finalmente, fue encarcelado por Al-Mu'tazz, que incluso le quería asesinar, pero murió más pronto que Hasan Askari y no pudo hacerlo.

## Muerte
Según una narración muy conocida, Hassan Askari murió el viernes 8 de Rabi al-Awal, 260 DH, a la edad de 28 años. Fue enterrado en su casa de Samarra, junto a su padre Hadi. Después de la muerte de Askari, según una narración Mu'tamid envió Abu Isa, hijo de Mutawákkil, para rezar por Askari. Después de su muerte, los mercados de la ciudad fueron cerrados y funcionarios políticos y la gente asistieron a su funeral.
Hay desacuerdo sobre la causa de la muerte de Hassan Askari; Según los chiitas, Askari fue asesinado con el veneno del califa, pero otros creen que murió de una enfermedad. Según Tabresi, los imamíes, basados en un hadiz según el cual todos los imanes son martirizados, creen que Hassan Askari también fue envenenado.
Ibn Shahr Ashub también considera a Hassan Askari como mártir, citando algunos escritos, incluido el libro Dala'il al-Imamah. Fuentes posteriores, citando envenenamiento, informaron que el califa de la época se arrepintió de su orden de matarlo y envió médicos a su casa para buscar tratamiento, pero sus esfuerzos fueron en vano y veneno condujo a la muerte de Hassan Askari.
Según Rasoul Yafarian, es muy posible que lo mataran. Además de citar fuentes históricas del siglo VI DH, argumenta que: "El registro de sus arrestos y el peligro constante que representaba el poder gobernante para él y el hecho de que fuera considerado un disidente político y que muriera a edad temprana, pueden confirmar que fue asesinado".
Según Ahmad Paktachi, independientemente de que "fuentes históricas anteriores" mencionaran o no su asesinato, hay un tema común del que todos han hablado y es que el califa trató de avisar a través de los médicos y otros agentes que Hassan ibn Ali ha muerto de muerte natural. Este terreno común en los textos históricos indica que había una seria sospecha sobre su muerte entre la gente, por eso el califa sentía la necesidad de tal esfuerzo.

## Familia

### Madre y hermanos
Como la madre de muchos imanes chiitas, fue una de las esclavas liberadas que recibió el nombre de "Umm Walad" (la madre de niños). Su nombre era "Hudaiz", aunque también se mencionan los nombres de Susan, Ghazal y Salil para ella.
Hasan Askari también tenía otros hermanos, incluido Ya’far, que se hizo conocido como Ya’far Kazzab (mentiroso) o Ya’far Zani. Su otro hermano se llamaba Hussein, quien, junto con Hassan, se llamó "Sibtain" (los dos nietos del profeta del Islam) en memoria de sus dos antepasados, Hassan ibn Ali y Hussain, que se llamaban "Sibtain".
Según Ahmad Paktachi Hasan Askari nunca se casó, y sus descendientes continuaron a través de una esclava, que se le han atribuido varios nombres en las fuentes históricas. El nombre más famoso en las fuentes es "Saqil", aunque "Naryis" se ha vuelto popular en los últimos siglos. Además, los nombres de "Susan", "Reyhanah" y "Maryam" también se mencionan para la esposa de Hassan Askari. Según los libros chiitas, en los siglos lunares cuarto y quinto, la esposa de Hasan y la madre de Mahdi era una esclava negra de Nubia. Los primeros tres nombres, que por lo general eran los nombres que se les daban a las esclavas en ese momento, son evidencia de esta categoría de narraciones. Según otra narración, la madre de Mahdi era hija de César de Roma Oriental, quien fue capturado por los musulmanes y vendido como esclava a uno de los compañeros de Hadi, el padre de Hasan Askari, en Bagdad. Después Ali al-Hadi casa a esta esclava con su hijo Hasan. Según los historiadores, esta narración no es cierta desde el punto de vista histórico y tiene un aspecto mítico.
Según la creencia popular, la esposa de Askari, Naryis Jatun, la madre de Mehdi, era la hija del Imperio Romano, quien, siguiendo los consejos que le dieron en el sueño, vendió sí misma como esclava en Irak para ser comprado por orden de Hadi, el padre de Hassan Askari, y para casarse con Hassan Askari. El informe de esta historia se registra de la siguiente manera:

### Padre
El padre de Hassan Askari, Hadi, puso una carta en lengua romana en una bolsa roja con 200 dinares y la envió a Bagdad por su amigo Bashar ibn Sulaiman, pidiéndole que fuera a un lugar donde se vendían esclavos. Allí debe encontrar a un vendedor llamado Amr ibn Yazid que tiene una esclava que grita en romano: “Aunque tengan la riqueza y el orgullo de Salomón, el hijo de David, no les prestaré atención, así que no malgasten su dinero en vano".

### Hijo
Según las narraciones chiitas, el hijo de Hassan Askari, llamado Muhammad, nació el 15 de Sha'ban 256 D.H; Y mostró a su hijo a 40 de sus compañeros más cercanos, luego Muhammad desapareció. Hassan Askari mantuvo en secreto el nacimiento de su hijo, tanto que Designó a su madre, Hudaiz, como su heredera. En el final de su vida, Hasan permitió que se extendiera el rumor de que una de sus esclavas llamada "Saqil" fue embarazada, para que los agentes del califa, que vigilaban de cerca su estado, fueran engañados. Tras la muerte de Hasan Askari, los agentes del califa contralaban la esclava durante un año y la liberaron porque no encontraron señales de embarazo. De esta forma, el califa creyó que Hasan había muerto sin hijos, y según los escritores chiitas, la promesa divina se cumplió.
Según la mayoría de las fuentes chiitas y sunitas, como Abu al-Ma'ali (m. después de 485 DH), Ibn Azir (m. 555 DH) e Ibn Shahr Ashub (m. 588 DH) e Ibn Talha (m. 625 DH), su único hijo se llama Muhammad, quien según una narración chiita popular nació el 15 de Sha'ban de 255 DH. Algunas fuentes chiitas y sunitas, como Mohammad Zarandi (m. 750 DH) y Hussein Jasibi (m. 346 DH) han atribuido otros hijos a Hasan Askari.

## Los califas contemporáneos
Vivió en el periodo de varios califas abasíes: 
- Al-Mu'tazz
- Al-Muhtadi
- Al-Mu'tamid

El tiempo del Imanato y liderazgo de Hasan Askari comenzó en el año 254 hasta 260 AH (6 años).

## Compañeros
Sheij Tusi dice: «los alumnos de Hasan Askari fueron más de 100 hombres». Los más famosos son:
- Uzmán Ibn Sa'id
- Ahmad Ibn Is'haq al-Qummi
- Ibrahim Ibn Mahziyar
- Ibrahim ibn Hisham
- Abu Hashim Davud Ibn Qasim Yaafari
- Muhammad Ibn Hasan Saffar
- Muhammad Ibn Uzman Ibn Saaid
- Abdulah Ibn Yaafar Hemyari
- Ahmad Ibn Muhammad Ibn Motahhar
- Abu Sahl Ismail Ibn Ali
- Muhammad Ibn Saleh Ibn Muhammad Hamedani.[36]

## Actividades
A pesar de todas las presiones del gobierno abásida, el Imán Hasan Askari, se abocó hacia las actividades políticas, sociales y científicas para proteger el islam y las creencias correctas. 

### Actividades científicas
Según las narraciones chiíes, Hasan Askari era famoso como “Fuente de ciencias de los sucesores del profeta del Islam” y “Tesorería de la ciencia”. Asimismo él dijo: “hay setenta y tres palabras para Dios y nosotros (Imanes) sabemos setenta y dos de aquellas palabras.” 
Hasan Askari vivió en muy malas condiciones en el periodo del gobierno abásida. Pero él como sus padres, educaba a sus alumnos y les enseñaba y celebraba sesiones. Su libro de descripción del Corán, es famoso. Además, formó delegados para tener relación con los chiíes y la gente en todas las tierras islámicas. Sheij Tusi menciona los nombres de 103 de sus alumnos, compañeros y delegados.
Durante la época de Hassan Askari Había muchas dudas religiosas. Askari, sin embargo, a diferencia de sus padres, que tenían más libertad, no podía responder directamente a las preguntas de los interrogadores; Pero en respuesta a aquellos que cuestionaban específicamente el Corán, escribió las cartas. Se dice que Kendi, conocido como el primer filósofo islámico, estaba escribiendo un libro titulado Las contradicciones del Corán. Cuando la noticia llegó a Askari, llamó a uno de los estudiantes de Kendi y le preguntó si no hay alguien sabio entre ellos para evitar a Kendi de su hecho. El estudiante le respondió que Kendi es mi maestro y no puedo responder sus dudas y eviltarlo. Hassan Askari le dio instrucciones sobre cómo desafiar a Kendi y impedirlo. 
El Imam Askari le dijo al estudiante que fuera con su maestro y lo tratara con calidez y amor y tratara de encontrar amor y afecto con él. Cuando esté completamente familiarizado, dígale: "¿Es posible que el narrador del Corán haya querido otros significados?" de lo que adivinaste?" "Sí, puede que tenga eso en mente", responderá Kennedy. Luego diga: ¿Qué sabe usted? ¿Quizás el narrador del Corán haya pretendido otros significados distintos a los que usted supone, y usted haya usado sus palabras con un significado diferente? Imam agregó que Kendi es un hombre inteligente y eso le bsta para que se dé cuenta de su error. El estudiante se acercó al maestro y actuó de acuerdo con la orden del Imam hasta que el terreno estuvo listo para el tema: entonces hizo la pregunta del Imam de esta manera. "¿Es posible que un orador diga algo y haga un testamento que no venga a la mente del lector?"
El filósofo iraquí escuchó atentamente la pregunta de su alumno y dijo: "Repite tu pregunta". El estudiante repitió la pregunta. El maestro pensó un momento y dijo: "Sí, no es improbable, es posible que haya algo en la mente del orador que no llega a la mente de la audiencia y el oyente entiende, por la apariencia de las palabras del orador, otro sentido. " El maestro que sabía que su alumno no podía hacer esa pregunta, le dijo: "Te juro que me digas la verdad, ¿de dónde vino esa pregunta a tu mente?" El estudiante respondió: "La verdad es que Abu Muhammad Imam Hassan Askari me presentó esta pregunta ". Según los informes, Kendi quemó su libro después del incidente.

### Construcción de redes relacionales con los chiíes
Aunque era posible la comunicación directa entre el Imam y sus seguidores, la comunicación a menudo tomaba la forma de correspondencia para evitar posibles peligros en los casos en los que la comunicación cara a cara era peligrosa. Por ejemplo, se narra que un día Askari estaba a punto de ir al centro de califato y la gente se reunió en su camino para encontrarse con él de cerca, pero al mismo tiempo recibieron una carta de él diciendo que nadie debería acercarse a él ni saludarlo o señalarlo, de lo contrario no estaría a salvo. Sin embargo, Askari se reunía con chiitas en varias ocasiones y bajo varias excusas. Pero la mejor manera de comunicarse con él era a través de la correspondencia, de la que se pueden encontrar muchos ejemplos en los libros chiitas.
La red de Abogados se estableció desde la época del Imam Yafar Sadiq en adelante y gradualmente se volvió más ordenado y extenso, tanto que alcanzó su punto máximo de expansión y cohesión durante la época de Askari y luego durante período de ausencia corto del Imam Mahdi. Esta organización, que aparentemente se estableció para recolectar y entregar fondos religiosos, como jums y azaque, también era responsable de realizar actividades científicas y religiosas y entregar cartas que contenían preguntas religiosas y, lo que es más importante, presentar al próximo imán después de la muerte del anterior imán. En esta organización, el Imam era considerado el líder del grupo y eran abogados superiores quienes cumplían el rol de supervisar el desempeño de otros abogados en diferentes áreas. En la época de Askari, Uzman bin Said Amari se desempeñó como asistente principal de Askari en asuntos relacionados con la red de abogados y fue el principal mediador entre los representantes y chiitas de diferentes áreas con Askari. A veces, las áreas chiitas se dividían en varias áreas generales según la cantidad y la calidad de las reuniones chiitas, y cada área se asignaba a un abogado específico. Según algunos eruditos, en la situación en la que los últimos imanes eran supervisados de cerca y no era posible que los chiitas se comunicaran directamente con los imanes, los asuntos de la comunidad chiita eran prácticamente responsabilidad de los abogados que eran el mediador entre los imanes y el pueblo.
La expansión y dispersión geográfica de los chiitas hizo que Askari expandiera esta red secreta en diferentes regiones. A través de esta red, se intercambiaron muchas cartas y correspondencia con los chiitas y fue muy eficaz. Askari usaba representantes para comunicarse con los chiitas, incluido su sirviente especial, Aqeed. Mas'udi narra que Hadi se escondió de muchos chiitas excepto de unos pocos. Cuando Hassan Askari llegó al Imamato, estaba hablando con todos detrás de cortina para preparar el terreno de la ausencia de Mahdi.
Uzman ibn Saíd fue uno de los abogados de Hadi y Hasan Askari. Ali Hadi, el décimo imán de los chiitas, lo eligió como su representante en Irak, lo que, por supuesto, se confirmó durante la época del undécimo imán Hasan Askari. Uzman trabajaba bajo la apariencia de un vendedor de aceite y los chiitas le daban las preguntas y los fondos que querían entregar a Askari y él los colocaba en frascos de aceite y se los entregaba a Askari. Uzman también organizaba a los chiitas de Samarra. Durante la época de Hassan Askari, él transfería dinero de los chiitas de Irak a los chiitas de Samarra, que estaban bajo el estricto control de los abasíes. Uzman fue quien organizó funeral de Askari después de su muerte.

### Actividades políticas
El Imam Askari, a pesar de todas las restricciones y precauciones impuestas por el califato, encabezó una serie de actividades políticas secretas que, eligiendo métodos muy sutiles de ocultamiento, lo mantuvieron fuera de la vista de los espías del gobierno.
Uzman ibn Sa'id al-Amri, quien era uno de los compañeros más cercanos e íntimos del Imam, operaba bajo el pretexto de vender aceite y los chiitas y los seguidores del Imam al-Askari le entregaron las propiedades y los fondos que querían entregar al Imam y Uzman los ponía en recipientes de aceite y los traía al Imam.
Daud ibn Aswad, el sirviente del Imam que estaba a cargo de traer leña y calentar el baño de la casa de Hassan Askari, ha narrado: Un día el Imam me dijo: Toma este palo de madera y llévaselo a Uzman ibn Sa'id y dáselo. Tomé el palo y me fui. Me detuvo en el camino a una mula. El dueño del animal me pidió que dejara al animal a un lado. Golpeé a la mula con el palo. El palo se rompió. Cuando lo miré, vi una carta dentro de él, y rápidamente la escondí y regresé.
Cuando llegué a la casa del Imam, Issa, el sirviente del Imam, me saludó y dijo: El Imam dijo: ¿Por qué golpeaste la mula y rompiste el palo? Dije: ¿No sabía qué había dentro de la madera? El Imam dijo: ¿Por qué haces algo por lo que tienes que disculparte? No vuelvas a hacer esto. Si escuchas que alguien nos insulta, sigue tu camino y no te pelees con él, porque vivimos en una mala y peligra ciudad. Sólo haga su deber y sepa que el informe de sus obras nos llega.
Esta historia muestra que el Imam escondía entre la madera documentos, cartas y escritos que eran secretos y se los enviaba a Uzman ibn Sa'id, quien era una persona muy confiada Y se lo dejaba al encargado del baño, cuyo trabajo era traer leña y cortarla y por lo general nadie sospechaba de él.
Una de las actividades políticas más importantes del Imam fue fortalecer y justificar políticamente a importantes líderes chiitas frente a las presiones y dificultades de las luchas políticas, con el fin de apoyar los ideales chiitas. Como las grandes personalidades chiitas estaban bajo más presión, el Imam les guiaba de especial manera a cada uno de ellos y les levantaba el ánimo para aumentar su tolerancia, paciencia y conciencia frente a las presiones, las dificultades, la pobreza y la miseria, y poder cumplir bien con sus grandes responsabilidades sociales, políticas y religiosas.
Por ejemplo, podemos referirnos a la carta del Imam Askari a Ali ibn Hussein ibn Babawayh Qomi, uno de los grandes eruditos chiitas. En esta carta, después de mencionar una serie de recomendaciones, el Imam dice: ¡Oh hombre y jurista noble y de confianza! ¡Espere y ordene a los chiitas que sean pacientes! La tierra pertenece a Dios, y Él da el gobierno de la tierra a quien que quiera. El buen fin es sólo para los que son conscientes de Dios y temen devocionalmente.

### Ayuda financiera
Otra actividad del Imam fue el apoyo financiero a los chiitas, especialmente de sus especiales y cercanos compañeros. A veces, unos de los ellos se quejaban de la crisis financiera y el Imam resolvía sus problemas financieros y a veces, incluso antes de que lo declararan, el Imam resolvía sus problemas. Esta acción del Imam evitó que fueran absorbidos por el gobierno abasí bajo presión financiera.
Abu Hashim citó en esta tierra: La pobreza me había hecho la vida difícil, quería pedirle algo al Imam Abu Muhammad Askari, pero estaba avergonzado, cuando llegué a la casa vi que Askari me había enviado cien dinares y había escrito en un carta: ¡Nunca te avergüences de la demanda! Porque te ayudaré en cualquier caso.

## Milagros
Una de las creencias chiitas es que los imanes, que son los sucesores del Profeta del Islam, a veces realizan milagros para demostrar que son los sucesores del Profeta y designados por Dios.
Según fuentes chiitas, el imán Hassan Askari también ha realizado milagros en algunos casos, como los siguientes:
1- Ismail Ibn Mohammad Abbasi narró: Me quejé con el Imam Askari por mi pobreza y juré que no tenía dinero, el Imam se volvió hacia mí y dijo: ¿Juras en falso, mientras que has escondido doscientos dinares bajo tierra? Por supuesto, ¡no digo esto para no hacer nada! (Entonces el Imam se volvió hacia su sirviente y dijo:) Dale a este hombre lo que está contigo. El esclavo me dio cien dinares, luego el Imam se volvió hacia mí y me dijo: Perderás el dinero que has enterrado a pesar de tu gran necesidad. Ismail dice: "Después necesité los dinero, pero no los encontré". Más tarde me enteré de que mi hijo los había encontrado y los había robado y huido.
2- Abu Hashim citó: La pobreza me había hecho la vida difícil, quería pedirle algo al Imam Abu Muhammad Askari, pero estaba avergonzado, cuando llegué a la casa vi que Askari me había enviado cien dinares y había escrito en un carta: ¡Nunca te avergüences de la demanda! Porque te ayudaré en cualquier caso.
3-Muhammad ibn Hamza Duri, citando, dice: Escribí una carta al Imam Abu Muhammad Askari y le pedí que rezara para que me hiciera rico. Porque vivía en pobreza. El Imam escribió en mi respuesta: Buenas noticias para ti, Dios Todopoderoso te ha destinado riqueza, tu primo, Yahya bin Hamza, ha fallecido y le quedan cien mil dirhams y no tiene heredero excepto tú y pronto recibirás los dineros, así que agradece a Dios y evita la malgastar. Como había dicho el Imam, después de unos días, me llegó la noticia de la muerte de mi primo, y los dineros, y mi pobreza se alivió.
4-Shahwiyah ibn Abd Rabbah narró: Mi hermano Saleh estaba encarcelado, le escribí una carta al Imam Askari y le hice algunas preguntas, el Imam respondió a todas y escribió: Tu hermano Saleh se liberará el día que te llegue mi carta y querías preguntar por él pero te olvidaste! Mientras leía la carta del Imam, de repente vino una personas, anunciando que mi hermano había sido liberado y después de poco tiempo llegó mi hermano y le leí la carta.
5- Abu Hashim dice: Estaba con el Imam Hassan Askari y quería pedirle una joya para hacer con ella un anillo. Después de sentarme con ellos, olvidé por qué había venido. Cuando quiso que me despidiera y volviera, el Imam me dio un anillo y sonrió y dijo: Querías una joya, pero te di un anillo con una joya y te beneficiaste. Abu Hashim dice: Me sorprendió cómo el Imam se enteró del deseo de mi corazón. Le dije al Imam: Mi señor, realmente eres el representante de Dios y eres el Imam que he obtenido la religión de Dios con tu gracia y con obediencia a ti.

## Su libro y sus narraciones
Hay un libro que se atribuye a Hasan Askari, en el que el Imán glosó el Corán. El libro es una descripción del Corán y se llama Tafsir Al-Askari.
En este libro hay dichos de Hasan Askari sobre la excelencia del Corán y la calidad de leer el Corán y unas narraciones sobre la Ahlul Bayt (La gente de la Casa, o sea los familiares del profeta) y calidad de la vida del profeta del Islam. Pero algunos estudiosos entran en contradicción sobre este libro, y dicen que no es obra de Hasan Askari.
Según los informes y las narraciones islámicas, los Imames de chiitas fueron los mejores maestros de moralidad. De hecho, un estudio sobre la vida de los imames y sus compañeros demuestra su noble estilo de vida y sus virtudes morales.
Las narraciones éticas, especialmente las relacionadas con el Código de Conducta, han sido ampliamente citadas por los Imames. Estos hadices contienen diversos temas, especialmente temas sociales, tales como visitar a los pacientes, participar en el funeral de los creyentes, felicitar a los creyentes por el nacimiento de sus hijos, felicitar a los creyentes por su matrimonio, mantener las relaciones familiares, observar los derechos de los vecinos, ayudar a los compañeros de viaje, etc. Hay muchos hadices de imanes en las fuentas chiitas como lo que se narran a continuación del Imam Askari:
1- La adoración no es sólo hacer demasiada oración y ayuno, sino pensar en el poder infinito de Dios en varios asuntos.
2- Dos mejores atributos de una persona son: la fe en Dios y beneficiar a amigos.
3- Habla bien con amigos y enemigos, en cuanto a los creyentes como un deber que siempre deben tratarse con caras alegres, pero en cuanto a los enemigos para ser tolerantes y atraídos por el Islam.
4- La persona que tiene la piedad en su carácter, el perdón es parte de su naturaleza, y la paciencia es su hábito, aumentaran sus amigos y triunfara sobre sus enemigos.
5- La humildad es una bendición que no provoca la envidia de los demás.
6- Expresar alegría frente a una persona triste en un acto descortés.
7- No plantees dudas ya que esto arruina tu carácter y no bromees (mucho) ya que esto hace que las personas sean groseros contigo.

## Sucesión
Tras la muerte de Hassan Askari, debido a que él, a diferencia de otros imanes chiitas, no había dejado públicamente un sucesor, surgió una gran crisis intelectual y doctrinal entre los chiita. Durante este período, conocido como los "años de la peregrinación", los chiitas, que creían que la tierra no podía estar vacía de un líder de Dios y que el próximo Imam sería introducido por voluntad del Imam anterior, se dividieron en varios grupos para determinar el sucesor de Hassan Askari.
Algunos decían que el sucesor de Hassan Askari había ascendido a Dios y esperaban su regreso. Algunos pensaban que un niño llamado Muhammad le había nacido unos años antes de que mataran a Askari. Otro grupo creía que una de las esclavas de Hassan Askari estaba embarazada de él y que un día daría a luz a Mahdi. Otros grupos aceptaron el Imamato de uno de los hermanos de Hassan Askari, Yafar o Muhammad. Otro grupo dirigido por Ali ibn Muhammad ibn Bashar básicamente negaba el Imamato de Hassan Askari y antes de su muerte creía que el décimo Imam Hadi había elegido a Ya'far como el Imam. Pero el mismo Ya'far afirmaba que había sido el Imam después de su hermano Muhammad ibn Ali Hadi.
Yassim Hussain narra de Abu Sahl al-Nobajti que los compañeros cercanos de Askari acordaron después de su muerte que tiene un hijo que es el Imam, pero a los chiitas se les prohibió preguntar su nombre y revelar su existencia a los enemigos. Además, según los informes de Sheij Saduq, Sheij Tusi y Riyal Nayashi, Hassan Askari, antes de la muerte, presentó a su hijo como sucesor a cuarenta de sus compañeros cercanos y les ordenó obedecer a Uzman ibn Sa'id y su hijo Muhammad ibn Uzman durante su ausencia. La mayoría de los chiitas aceptaron este punto de vista.
Según Modarressi, después de la muerte de Askari, sus compañeros cercanos, encabezados por Uzman bin Saíd Amari, declararon que Hassan Askari tenía un hijo que se mantuvo en secreto porque temía que lo arrestaran y lo mataran. Los chiitas insistían en la creencia de que había un hijo de Hassan Askari en ausencia que se levantaría por mandato de Dios. Por esta razón, Mu'tamid les ordenó a sus funcionarios supervisar la casa del Imam. Una de las esclavas de Askari, quien se sospechaba que estaba embarazada, fue puesta en cuarentena. En un caso similar, la esposa de Askari, Saqil, fue encarcelada por no revelar el paradero de su hijo.
Los abasíes apoyaron a Ya'far, hermano de Askari y pretendiente al cargo de Imamato, para establecer un conflicto en la familia del Imam. Las fuentes chiitas consideran a Ya'far como una persona mundana y hedonista que usó varios métodos para convertirse en imán durante el califato de Mu'tamid y trató repetidamente de desacreditar a quienes creían en Imamato del hijo ausente de Hassan Askari.
Los imamíes consideran a Ya'far un gran mentiroso y creen que no tenía las características del Imamato. Aunque todas las atribuciones dadas a Ya'far no fueron ciertas, algunas de ellas son ciertamente verdaderas. Entre las diversas sectas que surgieron después de la muerte de Hassan Askari, solo sobrevivieron los chiitas duodecimanos, que creían en la existencia de un hijo de Hassan Askari llamado Muhammad.

## Disputa por su herencia
Ya'far (m. 271 DH), el único hermano vivo de Hassan Askari, después de su muerte, afirmó que Hassan Askari no tenía hijos y se hizo cargo de su herencia. Había una disputa entre Ya'far y la madre de Hassan Askari sobre su herencia, que Modarressi y Yassim Hussein lo han explicado de dos maneras diferentes. Según Modarressi, la madre de Hassan Askari, Hudaiz, afirmó que el hijo de Hassan Askari aún no había nacido, pero que una criada de hassan llamada "Saqil" estaba embarazada de él. Este reclamo fue solo para privar al hermano de Hassan Askari, Yafar, de su herencia; Porque si Hassan tenía hijos, según la jurisprudencia sunita, la herencia de Hassan Askari pertenecía únicamente a su madre. La criada estuvo bajo vigilancia durante varios años, pero no dio a luz a un niño, por lo que el reclamo de la madre de Hassan no tuvo éxito. Los ancianos chiitas y los colaboradores cercanos de Hassan Askari se dividieron en dos grupos en este conflicto. Algunos estuvieron de acuerdo con Jafar y algunos estuvieron de acuerdo con la madre de Hassan Askari.
Pero Yassim Hussain cree que, según la narración del Sheij Mufid Hassan Askari, preparó un testamento e hizo ragalo todas sus propiedades a su madre. Después de recibir la noticia de su muerte, Hudaiz llegó a Samarra desde Medina, pero todas las propiedades habían quedado bajo el control de los abasíes y Ya'far insistió en que es heredero. Hudiaz, citando la jurisprudencia de chiita, decía que Hassan Askari lo había hecho su heredero y que Ya'far no tenía ningún derecho. Después de que quedó claro que Saqil no estaba embarazada, el juez votó a favor del Hudiaz, pero la herencia se redujo a la mitad, en contra de la jurisprudencia chiita.

## Santuario de Askariyain
Hassan Askari fue enterrado en su casa de Samarra. 63 La tumba de Askari y su padre Ali al-Hadi en Samarra se conoce como el santuario Askariyain. Después de enterrar a Hadi en su casa, Hassan Askari nombró un sirviente para la tumba de su padre.
En el año 333 hégira Nasser al-Dawla Hamdani le construyó una cúpula y una casa de huéspedes para alojarse sus peregrinos. Durante el reinado de al-Buyah, Mu'izz al-Dawlah y Azod al-Dawlah construyeron edificios e instalaciones para la tumba y la reconstruyeron. En 1956, se instaló en él un cúpula de oro y plata.
Los santuarios de Ali al-Naqi y Hassan Askari fueron destruidos dos veces. En el primer ataque del 24 de marzo de 2006, la cúpula y parte de los minaretes del santuario fueron destruidos por un bombardeo en el centro de la cúpula. El segundo ataque tuvo lugar el 13 de junio de 2007, cuando los minaretes fueron destruidos. Comenzó su reconstrucción en 2010 y la terminó en 2015. El zarih también fue construido por Ali Sistani, el líder religioso de los chiitas iraquíes.